# 二氟化二氮
二氟化二氮（化学式：N2F2）是氮的氟化物之一，室温下为无色气体，存在顺式与反式两种异构体。

## 制备
二氟化二氮可由叠氮化钠与氟气作用得到。叠氮化氟热分解，产生二氟化二氮和氮气：
{\displaystyle \mathrm {2N_{3}F\ {\xrightarrow {\Delta T}}\ \ 2N_{2}\ +\ N_{2}F_{2}} }
2 NaN3 +3 F2 =3 N2F2 +2 Na
也可由二氟胺与氟化钾加合物的热分解得到：
{\displaystyle \mathrm {2HNF_{2}\ +\ 2KF\longrightarrow \ 2HNF_{2}\cdot KF} } {\displaystyle \mathrm {\longrightarrow \ N_{2}F_{2}\ +\ 2KHF_{2}} }
以上方法得到的是顺、反式二氟化二氮的混合物。用五氟化砷选择性地与顺式加合，经NaF-HF处理，可以获得比较纯的顺式-N2F2。通过N2F3+Sb2F11−与二茂铁反应， 或用四氟肼与氯化铝在低温下作用，都只得到反式异构体。
{\displaystyle \mathrm {N_{2}F_{3}^{+}Sb_{2}F_{11}^{-}+2(C_{5}H_{5})_{2}Fe\rightarrow N_{2}F_{2}+2(C_{5}H_{5})_{2}FeSbF_{6}} }

## 性质
无色气体。100°C分解。顺式与反式异构体形成平衡，25°C时顺式占90%。
顺式中N=N距离为120.9pm，N-F为140.9pm；反式中N=N键长稍长，为122.4pm，N-F键则稍短，为139.8pm。顺式异构体中两个氟原子不在同一平面内，这可能是由于空间位阻和电子互斥所引起的。
异构化的反应热为12.6kJ/mol。顺式在热力学上较稳定，但在动力学上活泼，可在两周内与玻璃完全反应，形成四氟化硅和一氧化二氮，而反式经过一个月仍无明显变化。N2F2可与路易斯酸反应生成含有N2F+的盐。